# Beňadikovce
Beňadikovce és un poble i municipi d'Eslovàquia. Es troba a la regió de Prešov, al nord del país.

## Història
La primera referència escrita de la vila data del 1414.

## Demografia
| Godina             | 1994 | 2004   | 2014    | 2024    |
| ------------------ | ---- | ------ | ------- | ------- |
| Nombre de persones | 254  | 244    | 219     | 187     |
| Diferència         |      | −3,93% | −10,24% | −14,61% |

| Godina             | 2023 | 2024   |
| ------------------ | ---- | ------ |
| Nombre de persones | 181  | 187    |
| Diferència         |      | +3,31% |